# Paróczai Anikó
Paróczai Anikó (Mátészalka, 1993. március 1. -) magyar közgazdász, várospolitikus, 2019 óta kispesti önkormányzati képviselő, 2024-től a kerület egyik alpolgármestere. A Momentum Mozgalom jelöltjeként indult a 2019-es önkormányzati választásokon a budapesti XIX. kerület, 9-es sz. választókerületében. A 2021-es magyarországi ellenzéki előválasztáson ugyancsak Kispesten, a budapesti 9. sz. országgyűlési egyéni választókerületben indult.

## Tanulmányai
Szamosszegen járt általános iskolába. Gimnáziumi éveit a Zrínyi Ilona Gimnázium és Kollégiumban töltötte Nyíregyházán.
2012-ben kezdte el egyetemi tanulmányait a Debreceni Egyetem Gazdaságtudományi Karán, ahol nemzetközi gazdálkodást tanult. 2016-ban alapfokon, majd 2018-ban mesterfokon diplomázott.
Egyetemi évei alatt a DEX Műhely tagjaként angol és francia nyelvű szaktudását erősítette.

## Pályafutása
2016-ban társalapítója és egyik főszervezője volt Magyarország első egyetemi szintű TEDx rendezvényének, a TEDxDebrecenUniversity-nek.
Szintén 2016-ban egy Erasmus Ifjúsági Csere program keretében egy cseh menekülttáborban önkénteskedett.
2016/17-es tanévben megkapta a Magyar Köztársasági Ösztöndíjat. Ezt az ösztöndíjat pályakezdő, magasan képzett, idegen nyelvet beszélő fiatalok kapják.
2017 nyarán költözött Franciaországba, ahol a Coton Doux divatcégnél dolgozott. Paróczai az országgyűlési választásokon való indulását bejelentő sajtótájékoztatón elmondta, a diplomája megszerzése után azért tért vissza Magyarországra, hogy egy „sikeres, modern és tisztességes országért dolgozzon”.
2017-től az Európai Hallgatók Hálózatának Egyesületében (AEGEE) tevékenykedik Impact Measurement Managerként és helyi koordinátorként. Ugyanebben az évben az AEGEE Választási Megfigyelő Missziója koordinátoraként is tevékenykedett. Ebben a projektben koordinálta és igazgatta az AEGEE német választásokról szóló végső beszámolóját.
2017-től önkénteskedik az ENSZ migrációs szervezeténél.
2018 és 2019 között pénzügyi ellenőrként dolgozott az ExxonMobilnál.
2019-től az Indítsuk be Magyarországot! Alapítványt is segíti.
2020-ban és 2021-ben a COVID-19 járvány alatt a Vöröskeresztnél önkénteskedik.

## Politikai karrierje
2017-ben került először kapcsolatba a Momentum Mozgalommal. 2018-ban pedig csatlakozott a Momentum Nemzetközi irodájához, és aktívan részt vett az Európai Parlamenti választási kampányban. Később a Nemzetközi Iroda vezetője lett.
2019-ben vállalt először közéleti szerepet, amikor Kispesten elindult és elnyerte a választók bizalmát az önkormányzati választásokon.
2020-ban átláthatósági tanácsnokként feltárt egy kispesti korrupciós ügyet, amiben Kránitz Krisztián és Lackner Csaba voltak az érintettek. Paróczai megtalálta és levideózta Kránitz spanyolországi medencés villáját, amely nem szerepelt a vagyonnyilatkozatában. Ezt követően Paróczait feljelentették becsületsértés és különleges adatokkal való visszaélés miatt, később pedig rabosításon is átesett. Kránitznak új munkát ajánlott az önkormányzat, és számonkérése helyett bónuszt kapott 2020 végén. Az ügyben azóta sem történt előrelépés.
2021 januárjában Fekete-Győr Andrással bejelentették, hogy Paróczai lemond átláthatósági és egyenjogúsági tanácsnoki tisztségéről, és elindul a budapesti 9. választókerület képviselői posztjáért. A sajtótájékoztatón arra buzdította a szavazókat, hogy válasszák a tisztességes, megbízható jelölteket az előválasztáson. Beszélt arról is, hogy 2022-től bűncselekmény lesz a vagyonnyilatkozatok hibás kitöltése, valamint, hogy országgyűlési képviselőként fel fogja gyorsítani a Népliget és Kőbánya-Kispest vasútállomás felújítását.